# Enrique Salcedo
Enrique Salcedo Molinuevo (Salamanca, 15 de julio de 1871-Ferrol, 9 de noviembre de 1936) fue un militar español. Era general jefe de la VIII División Orgánica, con sede en La Coruña cuando se produjo el golpe militar que dio origen a la guerra civil española. Fue fusilado en noviembre de 1936 por negarse a secundar la sublevación.

## Biografía

### Carrera militar
Enrique Salcedo Molinuevo nació en Salamanca en 1871, de padre español y madre filipina. A los 17 años ingresó en la Academia de Infantería de Toledo y, tras graduarse, participó en campañas en Cuba y Marruecos, obteniendo la medalla militar individual. El 12 de enero de 1917 el teniente coronel Enrique Salcedo fue nombrado Jefe del Grupo de Fuerzas Regulares Indígenas «Larache» n.º 4, en sustitución a Federico  Berenguer Fusté. El  12 de junio de 1919 le sustituye Manuel González Carrasco.
Se casó con una joven gallega, Amalia Portela. En 1928, durante la dictadura de Primo de Rivera alcanzó la graduación de general de división. En el momento de proclamarse la República era gobernador militar de Tarragona. Durante el periodo republicano, Salcedo siguió en activo. A pesar de su amistad con el general José Sanjurjo, no participó en su frustrado intento de golpe de Estado en agosto de 1932. Poco antes de las elecciones de 1936 fue nombrado general jefe de la VIII División Orgánica, con sede en La Coruña, por el ministro de la Guerra, el también militar Nicolás Molero Lobo. Tras acceder al poder el Frente Popular, fue confirmado por el nuevo ministro, Carlos Masquelet.

### Guerra civil
Salcedo estaba al tanto de la conspiración que culminó en la sublevación de julio de 1936. Sin embargo, al producirse ésta, Salcedo se mantuvo leal a la legalidad. Según el historiador Carlos Fernández Santander en su ánimo pesaban la fallida experiencia de la Sanjurjada y el hecho de que, con 65 años, apenas le quedaba uno para el retiro. El día 19 de julio (la sublevación en Galicia no se produjo hasta el 20) el diputado de Unión Republicana, José Miñones, se entrevistó con él. El diputado le insistió en el peligro que su participación en la sublevación supondría para su carrera, a lo que Salcedo respondió que haría lo que indicase Sanjurjo. Sin embargo, no pudo recibir ninguna indicación de su amigo, ya que este murió ese mismo día en Lisboa en accidente de avión cuando se disponía a ponerse al frente de la sublevación. Salcedo sí había recibido, en la noche del 18 de julio, un telegrama de Queipo de Llano conminándole a que se uniera a la sublevación y luego una llamada telefónica, el mismo día 19, del general Mola. Salcedo y el general Caridad Pita, jefe de la 15.ª Brigada de Infantería con sede en La Coruña, le habían asegurado al gobernador civil, Francisco Pérez Carballo, su fidelidad a la República.
El día 20 a las 5 de la madrugada, Salcedo se reunió en la Capitanía General con el general Rogelio Caridad Pita, el cual le advirtió de que el coronel Pablo Martín Alonso, al mando del Regimiento de infantería «Zamora» n.º 29, y el teniente coronel Montel, secundados por el jefe de Estado Mayor provisional de Capitanía, el teniente coronel Luis Tovar Figueras, pretendían sublevarse.
Durante la mañana, Salcedo destituyó a Tovar. Sin embargo, los sublevados le redujeron en su despacho en Capitanía y le conminaron a que se uniese a la sublevación, lo que fue rechazado por Salcedo. Salcedo fue detenido y poco después trasladado a Ferrol, junto con el general Caridad Pita, en el buque correo Plus Ultra, convertido en prisión militar. Allí, fueron internados en el Castillo de San Felipe, donde ambos fueron encausados por un consejo de guerra de los sublevados (24 de octubre de 1936), y acusados de traición. Fueron condenados a muerte y fusilados el 9 de noviembre en el castillo de San Felipe.
El Generalísimo Francisco Franco rechazó la petición de clemencia formulada por la viuda del general Sanjurjo.